# Scott (hrabstwo Columbia)
Scott – miasto w Stanach Zjednoczonych, w stanie Wisconsin, w hrabstwie Columbia.